# 馬里國家女子籃球隊
马里国家女子篮球队是代表马里参加世界女子篮球比赛的国家篮球队。马里队曾奪得2007年非洲女子籃球賽冠軍。

## 历史
马里队曾在1968年非洲女子籃球賽上获得第三名，在2007年非洲女子籃球賽上获得冠軍，从而首次获得了参加奥运会的资格。在2010年世界女子篮球锦标赛上，她们的成績為第15名。